# Aaron J. Katz
Aaron J. Katz (ur. 1956) – argentyński rabin polskiego pochodzenia, pierwszy w Polsce jawnie homoseksualny rabin.
Urodził się w Argentynie w rodzinie polskich Żydów, którzy uciekli z Warszawy na początku II wojny światowej. W latach 80. na Uniwersytecie Hebrajskim w Jerozolimie uzyskał tytuł magistra filozofii żydowskiej. Tam także otrzymał podwójną ortodoksyjną smichę rabinacką z rąk rabinów Shloma Gorena i Josepha Ovadii z Naczelnego Rabinatu Izraela. Następnie przeprowadził się do Sztokholmu, gdzie przez 14 lat pełnił funkcję naczelnego rabina Szwecji. Na uniwersytetach w Uppsali i Lund uzyskał doktorat z filozofii i historii religii. W połowie lat 90. przeprowadził się do Berlina, a następnie do Los Angeles. Przez pewien czas pracował także w kongregacji Beth Shalom w Whittier w stanie Kalifornia. W marcu 2009 przybył do Warszawy i objął stanowisko rabina pomocniczego Beit Warszawa. W lipcu tego samego roku wraz z grupą członków opuścił organizację, natomiast w październiku na stałe opuścił Polskę.
Aaron Katz był pierwszym w Polsce zadeklarowanym rabinem-gejem. Miał żonę i pięcioro dzieci, jednak dokonał „coming outu” i opuścił rodzinę w 2007. W tym samym roku w Kalifornii wstąpił w legalny związek partnerski z producentem telewizyjnym, Kevinem Gleasonem (ur. 1959). Wówczas także związał się z ruchem reformowanym. Mówi płynnie w siedmiu językach.